# Paul Texier
Paul Texier foi um ciclista francês que participava em competições de ciclismo de pista. Competiu nos Jogos Olímpicos de Verão de 1908 em Londres, terminando em quinto lugar na corrida de 100 quilômetros.